# بهموت
بَهَمُوت هو اسم لحوت كبير يحمل الأرض في الأساطير العربية، وقد ذكرت المصادر عنه أن شكله كان يشبه فرس النهر والفيل.